# 袁襜如
袁襜如（？年—？年），字聖衣，號道明。河南承宣布政使司開封府祥符縣（今屬河南省開封市）人，明末清初政治人物。

## 經歷
崇禎十六年（1643年），河南補行壬午科鄉試，袁襜如中式第七十五名舉人。
順治三年（1646年）三月十五日，丙戌科殿試位列第三甲第一百十一名同進士出身。四月，選國史院庶吉士。尚未散館而卒。